# Lyes Boukria
Lyes Boukria (Algiers, 9 september 1981) is een Algerijns voetballer die bij voorkeur als verdediger speelt. Hij verruilde in juli 2013 CR Belouizdad voor ES Sétif.